# Japansk kirsebær
Japansk kirsebær (Prunus serrulata) er et lille, løvfældende træ med en meget variabel vækstform. I reglen er stammen lav (det kan dog hænge sammen med podningen!), og hovedgrenene er grove og kun svagt forgrenede. 

## Beskrivelse
Barken er først rødbrun og spættet af korkporer. Senere bliver den gulbrun og skaller af i tynde flager. På gamle grene og stammer danner de rustbrune korkporer tværgående bånd i den mørkebrune bark. Knopperne sidder spredt, og de er grove, spidse og lysebrune. Blomsterknopperne sidder i bundter på vredne kortskud. 
Bladene er ovale til omvendt ægformede med savtakket rand og lang spids. Hver takning ender i en trådagtig forlængelse. Oversiden er blank og mørkegrøn, mens undersiden er lysegrøn. På overgangen mellem stilk og bladplade ses et par grove nektarkirtler. Høstfarven er klart rød. Blomsterne er svagt lyserøde og sidder 4-5 sammen. Frugterne er sorte stenfrugter. De ses sjældent på de forædlede sorter, og frøene spirer ikke ordentligt.
Alle de Japanske Kirsebær, vi finder her i landet, er podet på en grundstamme af fuglekirsebær. De har altså dette træs rødder (se denne). 
Højde x bredde og årlig tilvækst: 10 x 6 m (50 x 25 cm/år).

## Hjemsted
Træet hører (som vildart) formentlig hjemme i de blandede skove på bjergene i Japan, Korea og det mellemste Kina. 
I nationalparken på Fuji-bjerget vokser arten i sin vildform (der ofte kaldes Prunus serrulata var. spontanea) sammen med bl.a. japansk hemlock, japansk lærk, japansk zelkova, kryptomeria, skrueædelgran, solcypres og vidunderædelgran.

## Sygdomme
Træerne kan angribes af sygdommen "Stenfrugttræernes Bakteriekræft" og af svampesygdommen Grå Monilia.